# Walther Umstätter
Walther Umstätter (* 12. Juni 1941 in Ploiești, Königreich Rumänien; † 6. März 2019 in Altlandsberg) war Professor für Bibliotheks- und Informationswissenschaft am Institut für Bibliotheks- und Informationswissenschaft der Humboldt-Universität zu Berlin.

## Leben
Walther Umstätter schrieb seine Diplomarbeit 1970 am Institut für Pflanzenphysiologie der Freien Universität Berlin mit dem Titel Elektrophoretische Untersuchungen an frischexplantierten Gewebekulturen von Daucus carota L. mit unterschiedlich morphologischer Entwicklung.
1978 promovierte er am Fachbereich Biologie der Freien Universität Berlin Über die Differenzierung von Zellverbänden aus Daucus carota L. auf synthetischen Nährmedien.
Von 1975 bis 1982 war er Leiter der Online-Literatur-Stelle an der
Universitätsbibliothek Ulm und ab 1982 Professor für Dokumentation, Online Retrieval und Bibliographie an der FHBD Köln (heute: Fachbereich Bibliotheks- und Informationswesen an der Fachhochschule Köln). Seit 1994 war er Professor mit dem Schwerpunkt Dokumentation am Institut für Bibliothekswissenschaft (seit 2005 Institut für Bibliotheks- und Informationswissenschaft) der Humboldt-Universität zu Berlin. Er wurde zum 1. Oktober 2006 emeritiert.

## Schriften (Auswahl)
- mit Karl-Friedrich Wessel (Hrsg.): Interdisziplinarität – Herausforderung an die Wissenschaftlerinnen und Wissenschaftler. Festschrift zum 60. Geburtstag von Heinrich Parthey (= Berliner Studien zur Wissenschaftsphilosophie & Humanontogenetik 15). Kleine, Bielefeld 1999, ISBN 3-89370-277-6.
- mit Gisela Ewert: Lehrbuch der Bibliotheksverwaltung. Auf der Grundlage des Werkes von Wilhelm Krabbe und Wilhelm Martin Luther völlig neu bearbeitet. Hiersemann, Stuttgart 1997, ISBN 3-7772-9730-5.
- mit Margarete Rehm: Einführung in die Literaturdokumentation und Informationsvermittlung. Medizin, Biologie, Chemie, Physik. Saur, München u. a. 1981, ISBN 3-598-10390-5.
- Zwischen Informationsflut und Wissenswachstum : Bibliotheken als Bildungs- und Machtfaktor der modernen Gesellschaft. Simon Verlag für Bibliothekswissen, Berlin 2009, ISBN 978-3-940862-13-6.
- Lehrbuch des Bibliotheksmanagements. Hiersemann, Stuttgart 2011, ISBN 978-3-7772-1100-8.